# Infrarail
Infrarail acronyme de (l'Entreprise nationale de réalisation d'infrastructures ferroviaires) en arabe : شركة منشآت السكك الحديدية, est une entreprise publique algérienne spécialisée dans la réalisation d'infrastructures ferroviaires, travaux de génie civil, production d’agrégats et d’éléments préfabriqués en béton. En 2007, la société détenait 70 % des parts du marché des travaux ferroviaires et 30 % de celui de la préfabrication et la production de béton et agrégats.  

## Histoire
L'Entreprise Publique Economique, INFRARAIL est une entreprise de réalisation de grands travaux d'infrastructure ferroviaire, couvrant toutes les étapes de construction, de maintenance et de modernisation des lignes de chemin de fer, est constituée en Société par Action détenue par le Groupe Publique de Construction Ferroviaire «GCF»,
Avec une expérience de plus 20 ans, INFRARAIL s'efforce de répondre aux besoins croissants en matière de transport ferroviaire, tout en misant sur l'innovation, la qualité et la sécurité. Elle est du fait de son savoir-faire, un acteur majeur du développement des infrastructures ferroviaires en Algérie, engagé à contribuer au progrès économique du pays à travers la modernisation et l'extension de son réseau ferroviaire.
L'objectif principal de INFRARAIL est de proposer des solutions globales et compétitives pour la réalisation de grands travaux ferroviaires, tout en jouant un rôle clé dans le développement des infrastructures stratégiques du pays.
Crée par la fusion des filiales SNTF: INFRARAIL Ouest, INFRARAIL Centre, INFRARAIL Est, elle est née le 20/10/1997 comme filiale 100% de la Société Nationale des Transports Ferroviaires SNTF sous la tutelle du Ministère des Transport jusqu'au 23 mai 2024 où INFRARAIL est devenue filiale du Groupe Public de Construction Ferroviaire (GCF) Sous la tutelle du Ministère des Travaux Publics, consolidant ainsi sa place dans le secteur des grands travaux publics et ferroviaires.

## Activités
- Travaux manuels de voie ferrée, montage et réalisation d'infrastructures ferroviaires et routières;
- Travaux mécanisés de voie ferrée;
- Traitement du rail;
- Travaux de viabilisation et de terrassement des sites;
- Réalisation d'ouvrages d'arts ferroviaires et routiers;
- Préfabrication d'éléments en béton;
- Préfabrication d'élements en béton précontraint;
- Production de sable et agrégat;
- Travaux d'infrastructures de bâtiments;
- Travaux publics et hydrauliques;
- Travaux de signalisation ferroviaire;
- Travaux du système de communication radio sol-train et les télécommunications.